# GRACE (우주선)
GRACE는 지구 관측 탐사선으로 2개의 탐사선인 GRACE-1과 GRACE-2가(또는 ESSP-2A, ESSP-2B)서로 220km의 거리를 유지하며 지구를 공전하며 지열, 해류, 자기장 등을 측정하는 것을 목적으로 하는 탐사선이다. 텍사스 대학교 오스틴, NASA, JPL, DLR 등이 협력해서 만들었으며, GFZ와 JPL이 총 책임자였다. 2002년 3월 플레세츠크 우주 기지에서 로콧으로 발사되어 2017년 10월 임무가 끝났다. 계획 당시 임무 기간은 5년이었으나 실제 운용기간은 15년이나 되어 카시니 호와 보이저 호를 더불어 장수한 탐사선이다. 이후에 GRACE-FO가 2018년 5월 발사되어 GRACE의 대체 우주선으로 활동하고 있다.

## 역사와 제작 배경
이전에도 GRACE와 비슷한 탐사선인 테라 위성과 아쿠아가 있었다. 그러나 두 탐사선 모두 장비가 좋지 않아서 오작동이나 이상한 데이터를 보내는 경우가 가끔 있었다. 따라서 ESSP 프로그램에 새로운 지구 관측 위성을 투입해야 한다는 의견이 나와 여러 후보들 중 GRACE를 선택하게 되었다. 이후 DLA과 계약을 맺어 서로 역할 분담을 해 탐사선을 개발했으며, 러시아가 로콧을 제공해서 플레세츠크 우주 기지에서 발사했다.

## 장비(페이로드)
KBR:중력의 변동을 측정하는 것이 목적인 페이로드로, 두 위성 사이간 거리를 측정해 지구의 중력 변화를 측정하는 것이 목적이다.
USO:탐사선 간 통신을 하고 지구와 통신을 하는 것이 목적이다.
ACC:위성의 중력가속도를 측정해 지구의 중력 변화를 측정하는 것이 목적이다.
SCA:두 위성의 위치를 별의 위치를 기준으로 두 위성의 방향을 정확히 측정하고 각 지역에 따른 지구의 중력 변화를 아는 것이 목적이다.
CES:지구와 태양의 위치를 추적해 지구의 궤도를 정확히 측정하는 것이 목적이다.
MTA:일종의 반작용 휠 역할로 위성의 각도, 위치 등을 조정하는 것이 목적이다.
GPS:별자리와의 거리를 측정하는 것이 목적이다.
GSA:전력분배를 하는 것이 목적이다.

## 발사
발사는 2002년 3월 17일, 플레세츠크 우주 기지에서 로콧으로 발사되었다.

## 추락
2017년 9월 GRACE-2에서 배터리 문제, 전력분배장치 고장과 부품 간 전력교류가 이루어진다는 것을 발견한 연구원들은 GRACE-1과 GRACE-2를 2017년 10월 중순에 퇴역시키기로 결정했다. 이후 GRACE-2는 고장난 상태로 지구를 돌다가 2017년 12월 24일 지구에 추락했고,(북위 63° 54′ 서경 160° 54′ / 북위 63.9°  서경 160.9° ) GRACE-1은 2018년 3월 10일 추락했다.(남위 45° 54′ 동경 20° 24′ / 남위 45.9°  동경 20.4° )

## 지원, 개발, 투자
- NASA
- JPL
- 텍사스 대학교 오스틴
- DLR
- GFZ
- EADS 아스트리움

## 같이 보기
- 그레일
- 지구중력장 탐사위성